# Passage Mariënburg
Passage Mariënburg was een overdekt winkelcentrum in het stadscentrum van de Nederlandse stad Nijmegen.

## Geschiedenis
De passage werd in 1974 geopend en was naast en onder de gelijktijdig gebouwde parkeergarage Mariënburg aangelegd. De naam Passage Mariënburg dateert van 26 juni 1974.
De passage verbond Mariënburg met de Passage Molenpoort. Er waren ingangen aan de Ziekerstraat (schuin tegenover Passage Molenpoort), de Tweede Walstraat en achter het Arsenaal (de Arsenaalgas). De parkeergarage had er ook een entree. De passage, die donker en onguur gevonden werd, bood ruimte aan ongeveer twintig winkels. Een groot deel wordt ingenomen door een bioscoop waarvan de ingang aan de Tweede Walstraat ligt. Op de eerste verdieping waren ook kantoren gevestigd.
Met de aanleg van de Moenenstraat, die in 2003 geopend werd en een nieuwe verbinding maakte tussen het Arsenaal en de Ziekerstraat, raakte de passage meer in onbruik. De omvang werd sterk verkleind en alleen de ingang aan de Tweede Walstraat en een nieuwe ingang aan de Moenenstraat bleven over. Er was sindsdien nog maar plaats voor enkele winkels, waaronder een supermarkt. Nadat in 2017 de supermarkt sloot, met het oog op een grote uitbreiding van bioscoop Vue Nijmegen Walstraat (voorheen Calypso), werd de ingang aan de Tweede Walstraat afgesloten en bestaat de passage enkel nog uit een doorgang van de Moenenstraat naar de lift en trappen voor de parkeergarage.
In 2023 is ook de ingang aan de Moenenstraat gesloten.

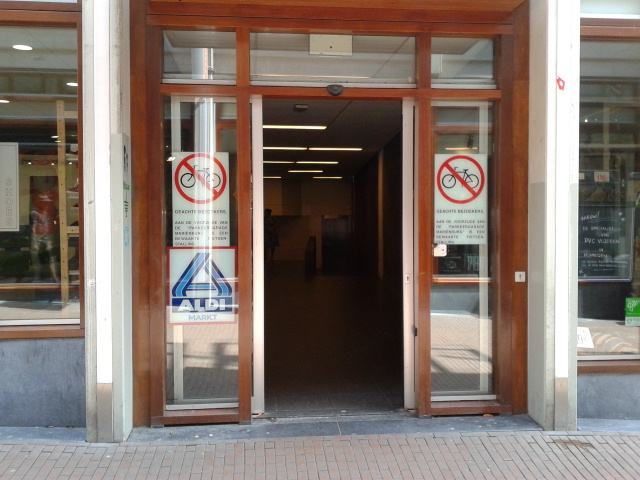
Mariënburgpassage, ingang Moenenstraat van buiten gezien
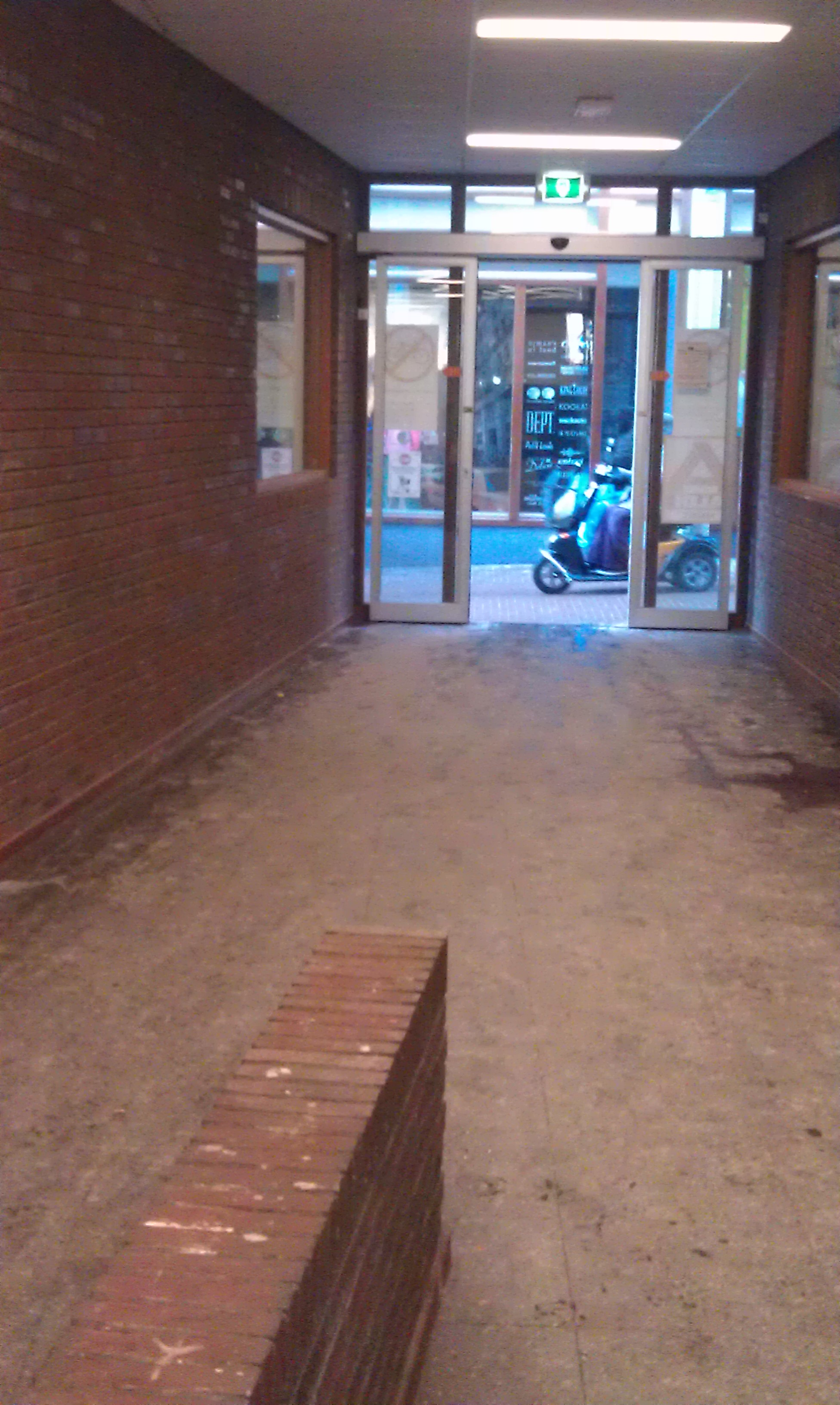
Mariënburgpassage, ingang Moenenstraat van binnen gezien
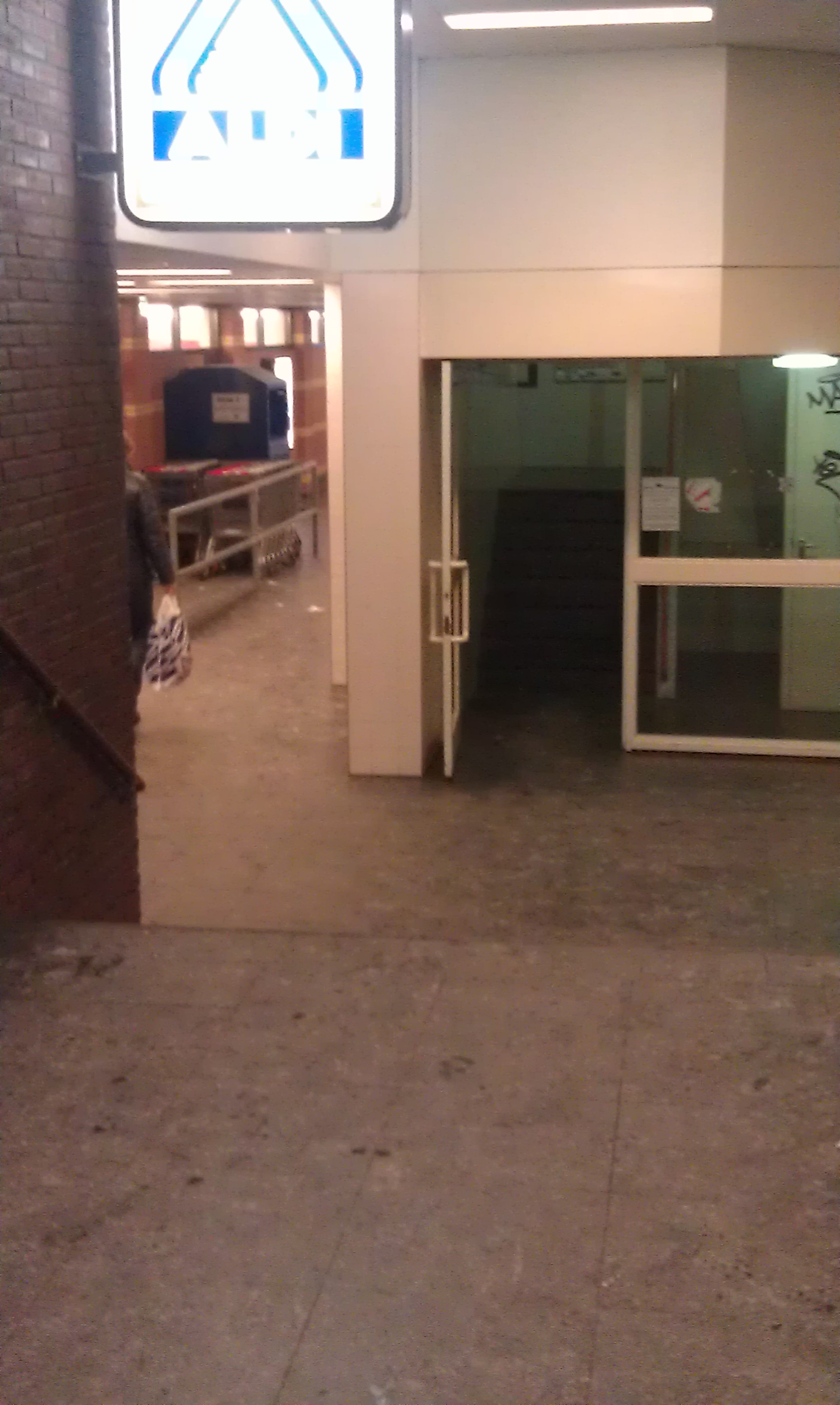
Passage Mariënburg, ingang parkeergarage (nabij de supermarkt)
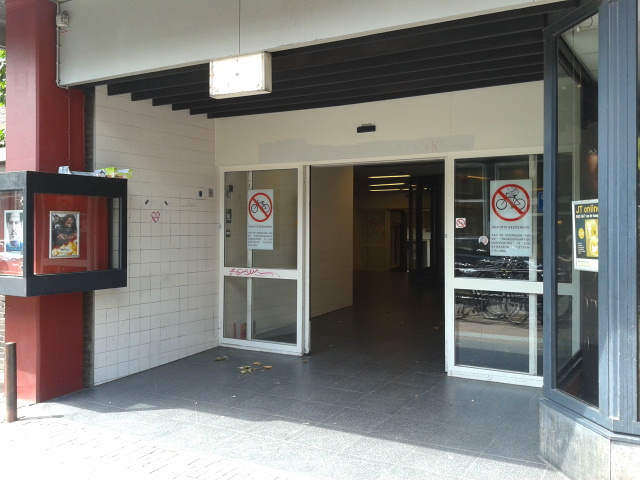
Mariënburgpassage, ingang Tweede Walstraat